# La calda pelle
La calda pelle (De l'amour) è un film del 1964 diretto da Jean Aurel, liberamente tratto da Dall'amore (1822) di Stendhal.

## Trama
Il dentista Raoul è un seduttore; Hélène, la sua compagna, si stanca del suo comportamento e lo lascia. Raoul cerca di conquistare Sophie senza successo, poi si rivolge a Mathilde, una giovane donna davvero molto intraprendente.